# 海特比爾特
海特比爾特（荷蘭語：het Bildt，荷蘭語：[ɦɛt ˈbɪlt] ⓘ 或 [ət ˈbɪlt]）是荷蘭的一個已撤銷的市镇，位於荷蘭北部，屬於弗里斯蘭省。2018年1月1日，該市镇和另外三個市镇合併，新設瓦德胡克。

## 外部連結
维基共享资源上的相關多媒體資源：海特比爾特
- 官方网站